# Hans Minder
Hans Minder (født 28. august 1908) var en schweizisk bryder som deltog i de olympiske lege 1928 i Amsterdam.
Minder vandt en bronzemedalje i brydning under OL 1928 i Amsterdam. Han kom på en tredjeplads i fjervægt, fristil bagefter Allie Morrison fra USA og Kustaa Pihlajamäki fra Finland. Der var seks vægtklasser i den græsk-romerske stil og ssyv fristil.